# اپل پادکستس
پادکستس (به انگلیسی: Podcasts) یک نرم‌افزار مدیا پلیر است که توسط شرکت اپل جهت پخش پادکست‌های موجود در آی‌تیونز استور توسعه یافته‌است. این نرم‌افزار برای سیستم‌عامل‌های آی‌اواس، تی‌وی‌اواس، واچ اواس و مک‌اواس در دسترس است.
نرم‌افزار پادکستس که سابقاً بخشی از نرم‌افزار آی‌تیونز بود، در ۲۶ ژوئن ۲۰۱۲ در قالب یک نرم‌افزار مستقل میربان پادکست منتشر شد. این نرم‌افزار پس از آن در ۲۴ سپتامبر ۲۰۱۲ برای اپل تی‌وی، در ۲۶ ژانویه ۲۰۱۶ برای تی‌وی‌اواس و در ۱۷ سپتامبر ۲۰۱۸ برای واچ‌اواس منتشر شد. پادکستس به‌عنوان یکی از نرم‌افزارهای ساخته‌شده برای جایگزینی با آی‌تیونز، در ۷ اکتبر ۲۰۱۹ همراه با سیستم‌عامل مک‌اواس کاتالینا منتشر شد.

## سکوها

### نسخه‌های آی‌اواس، تی‌وی‌اواس و واچ‌اواس
پادکستس تا نسخهٔ آی‌اواس ۵ بخشی از نرم‌افزار آی‌تیونز بود. در کنفرانس جهانی توسعه‌دهندگان اپل در سال ۲۰۱۲ اعلام شد که یک نرم‌افزار مستقل میزبان پادکست در قالب یکی از امکانات آی‌اواس ۶ منتشر خواهد شد. شرکت اپل این نرم‌افزار را پیش از موعد مقرر در ۲۶ ژوئن ۲۰۱۲ از طریق اپ استور منتشر کرد. از جمله امکانات جدید این نرم‌افزار، اضافه شدن یک بخش جدید «ایستگاه‌ها» برای یافتن پادکست‌های جدید بود.
در ۲۴ سپتامبر ۲۰۱۲ همراه با بروزرسانی نرم‌افزار نسخه ۶٫۰، نرم‌افزار مستقل پادکستس برای اپل تی‌وی‌های نسل دوم و سوم نیز در دسترس قرار گرفت. نسل چهارم اپل تی‌وی مبتنی بر سیستم‌عامل تی‌وی‌اواس که در اکتبر ۲۰۱۵ عرضه شد، فاقد قابلیت پخش پادکست بود. این در حالی بود که نقشک این نرم‌افزار در تبلیغات، نسخه‌های نمایشی در فروشگاه‌ها و مستندات توسعه‌دهندگان نمایش یافته‌بود. نرم‌افزار پادکستس در نسخهٔ تی‌وی‌اواس ۹٫۱٫۱ که در ۲۶ ژانویه ۲۰۱۶ منتشر شد، به امکانات این سیستم‌عامل افزوده‌شد.
این نرم‌افزار در ۱۷ سپتامبر ۲۰۱۸ به امکانات اپل واچ با واچ‌اواس ۵ اضافه شد.

### نسخه مک‌اواس
پادکست‌ها در مک‌اواس در ابتدا به‌عنوان بخشی از نرم‌افزار آی‌تیونز در دسترس بودند. قابلیت پشتیبانی از پادکست‌ها در نسخهٔ ۴٫۹ در ژوئن ۲۰۰۵ به این نرم‌افزار اضافه شده‌بود.
در کنفرانس جهانی توسعه‌دهندگان اپل سال ۲۰۱۹ شرکت اپل اعلام کرد که با انتشار سیستم‌عامل مک‌اواس کاتالینا، نرم‌افزار آی‌تیونز با سه نرم‌افزار ویژهٔ موزیک، تی‌وی و پادکستس جایگزین خواهد شد. دسترسی به پادکست‌ها در آی‌تیونز نسخهٔ مایکروسافت ویندوز همچنان ممکن خواهد بود.

### هوم‌پاد
هوم‌پاد دارای قابلیت پشتیبانی از نرم‌افزار پادکستس از طریق دستیار صوتی و همچنین پخش بدون‌دست پادکست‌ها با نزدیک کردن گوشی آی‌فون به دستگاه است.

### آمازون اکو
قابلیت پشتیبانی از نرم‌افزار پادکستس در دسامبر ۲۰۱۹ به امکانات بلندگوی آمازون اکو افزوده‌شد.

## بازخورد
نظرات حرفه‌ای در خصوص نرم‌افزار پادکستس به‌طور کلی مختلط بوده‌است. انگجت در سال ۲۰۱۲ اشاره کرده‌است که این نرم‌افزار «فرصتی برای درهم‌شکستن بی‌نظمی آی‌تیونز ارائه می‌دهد». مجلهٔ اسلیت در سال ۲۰۱۷ از اشکالات فنی و کیفیت شنیداری پایین این نرم‌افزار انتقاد کرد. در سال ۲۰۱۹ وبگاه ورج این نرم‌افزار را «آزاردهنده» و «بی‌استخوان و نسبتاً ناخوشایند در زمینهٔ عملکردهای ابتدایی نظیر پیگیری کردن» خطاب کرد.